# 163 هـ
163 هـ هي سنة في التقويم الهجري امتدت مقابلةً في التقويم الميلادي بين سنتي 779 و780.

## وفيات
- عبيد الله بن أبان بن معاوية
- خالد بن برمك